# Campbellsburg, Kentucky
Campbellsburg är en ort i Henry County i delstaten Kentucky, USA. År 2010 hade orten 813 invånare. Den har enligt United States Census Bureau en area på 1,5 km², allt är land.